# Amazone (Q161)
Pour les articles homonymes, voir Amazone.
L'Amazone  (Q161) était un sous-marin de la marine nationale française, de la classe Diane (1926). Elle a servi pendant l'entre-deux-guerres et la Seconde Guerre mondiale.